# Grafik
 (août 2023).
Grafik est un groupe musical islandais, originaire d'Ísafjörður, actif entre 1981 et 1988.

## Histoire
Le groupe est formé à Ísafjörður. Les membres originaux étaient le batteur Rafn Jónsson, le bassiste Örn Jónsson, le guitariste Rúnar Þórisson, le claviériste Vilberg Viggósson et le chanteur Ólafur Guðmundsson. En 1984, l'acteur Helgi Björnsson rejoint le groupe en tant que chanteur à la place d'Ólaf, et en 1986, Andrea Gylfadóttir succède à Helga. Toujours en 1984, Hjörtur Howser prend la relève en tant que claviériste. Rafn et Rúnar avaient déjà joué à Hauk, et avec Erni et Vilberg, ils faisaient également partie du groupe Ýr dans les années 1980.
Parmi les chansons les plus connues du groupe figurent Vídeó, sortie en 1981, et Húsíd og ég et Túsund tirs segu ja de l'album Get ég tým cjéns sortie en 1984, et Presley de l'album Leyndarmál sortie en 1987 ; cet album a très bien été accueilli par la presse spécialisée,.
En 2011, un documentaire sur le groupe intitulé, Stansað dansað áskreð, est réalisé par Bjarna Grímsson et Frosta Runólfsson. Plus tard, le groupe joue plusieurs concerts pour fêter les 30 ans de son album Leyndamál, dont un à Bæjarbíó en novembre 2017. Ils jouent également en 2018,,.

## Discographie
- 1981 : Út í kuldann
- 1983 : Sýn
- 1984 : Get ég tekið cjéns
- 1985 : Stansað, dansað, öskrað
- 1987 : Leyndarmál
- 1992 : Sí og æ
- 2011 : Grafík 1981-2011